# Cirsium carniolicum
Cirsium carniolicum là một loài thực vật có hoa trong họ Cúc. Loài này được Scop. mô tả khoa học đầu tiên năm 1772.